# Santa Rosa (Irupana)
Santa Rosa ist eine Ortschaft im Departamento La Paz im südamerikanischen Andenstaat Bolivien.

## Lage im Nahraum
Santa Rosa liegt in der Provinz Sud Yungas und ist der drittgrößte Ort im Cantón Lambate im Municipio Irupana. Die Ortschaft liegt auf einer Höhe von 3505 m am Ostrand des bolivianischen Altiplano, unweit der Nordflanke des Illimani, auf einem Bergrücken direkt südlich des Río Susisa, der über den Río Jankho Uma zum Río Unduavi hin fließt.

## Geographie
Santa Rosa liegt am Rande des Gebirgsmassivs des Illimani, welches ein Teil der bolivianischen Cordillera Real ist. Das Klima der Region ist ein typisches Tageszeitenklima, bei dem die tägliche Schwankung der Temperaturen deutlicher ausfällt als die mittleren Temperaturunterschiede der Jahreszeiten.
Die mittlere Durchschnittstemperatur der Region liegt bei etwa 8 °C (siehe Klimadiagramm Palca) und schwankt nur unwesentlich zwischen 6 °C im Juni/Juli und 10 °C im November. Der Jahresniederschlag beträgt etwa 600 mm, bei einer ausgeprägten Trockenzeit von Mai bis August mit Monatsniederschlägen unter 15 mm und einem Niederschlagsmaximum im Januar mit 120 mm.

## Verkehrsnetz
Santa Rosa liegt 70 Straßenkilometer südöstlich von La Paz, der Hauptstadt des Departamentos.
Von La Paz aus führt eine unbefestigte Landstraße durch den Cañon de Palca, der mit seinen bizarren rötlichbraunen Felsformationen dem Bryce Canyon in den USA ähnelt, und erreicht Palca nach 20 Kilometern. Knapp drei Kilometer nördlich von Palca überquert die Straße den Río Choquekota und führt dann in östlicher Richtung auf weiteren 30 Kilometern über Totora Pampa nach Tres Ríos, wobei sie Höhen von bis zu 4500 m erreicht. Von Tres Ríos aus sind es noch einmal elf Kilometer über Iquico nach Totoral und weitere sechs Kilometer bis Santa Rosa.

## Bevölkerung
Die Einwohnerzahl des Ortes ist in dem Jahrzehnt zwischen den beiden letzten Volkszählungen auf mehr als das Vierfache angestiegen:
| Jahr | Einwohner         | Quelle       |
| ---- | ----------------- | ------------ |
| 1992 | keine Detaildaten | Volkszählung |
| 2001 | 124               | Volkszählung |
| 2012 | 517               | Volkszählung |
| 2024 |                   | Volkszählung |